# Hôtel Rojal de Senta
L'hôtel Rojal de Senta (en serbe cyrillique : Хотел Ројал у Сенти ; en serbe latin : Hotel Rojal u Senti) est située à Senta, dans la province de Voïvodine et dans le district du Banat septentrional, en Serbie. Il est inscrit sur la liste des monuments culturels de grande importance de la République de Serbie (identifiant no SK 1233).

## Présentation

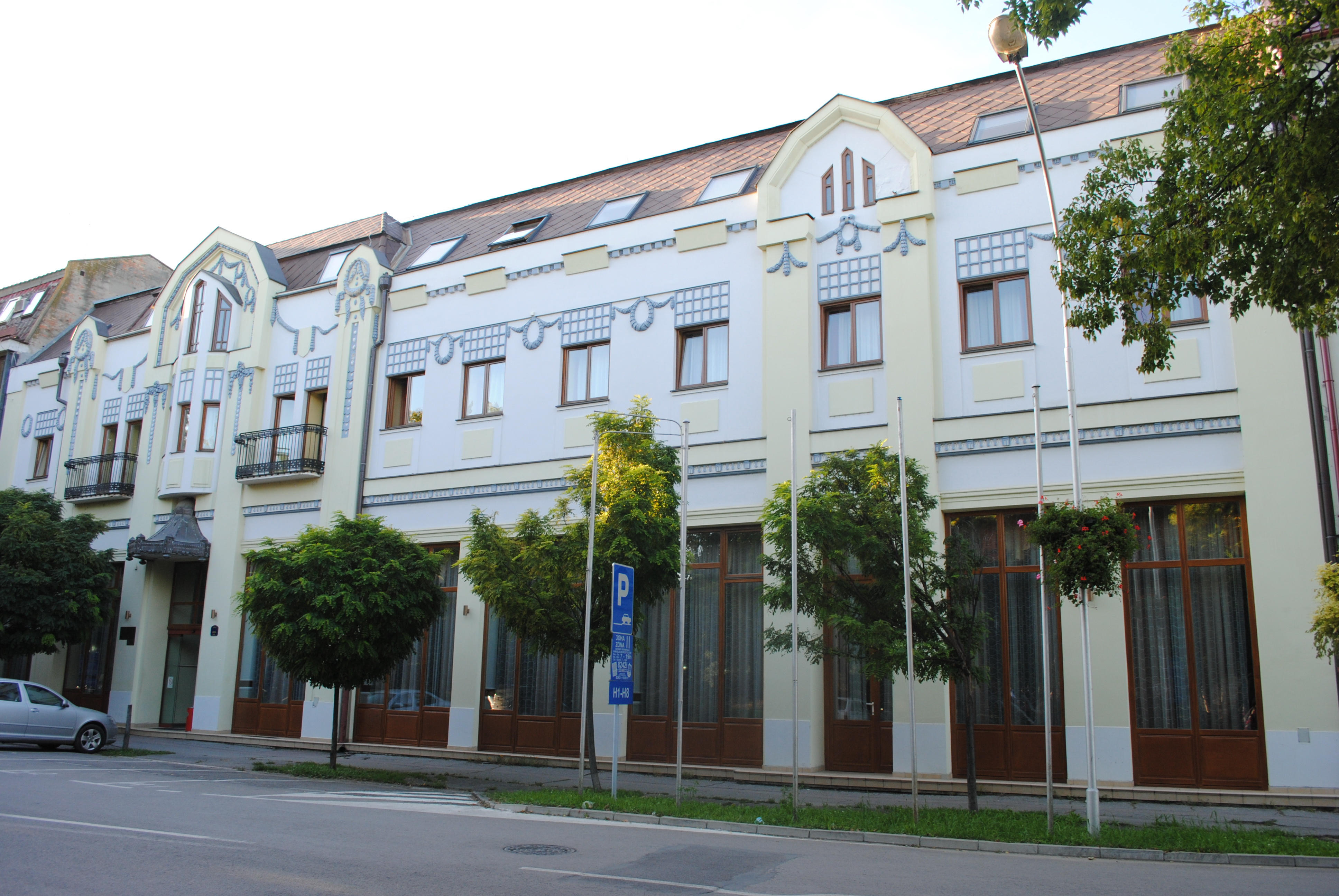
Vue générale

L'hôtel Rojal (Royal) a été construit en 1910 et 1911 sur le site d'une ancienne taverne selon un projet d'Ede Magyar (1877–1912), un architecte de Szeged (Ségédin) qui a construit plusieurs édifices notables au début du XXe siècle en Voïvodine. Le bâtiment est caractéristique du style de la Sécession hongroise. Par la suite, l'hôtel a subi des modifications qui en ont partiellement altéré l'apparence originelle,.
Conçu comme un hôtel, il conserve encore aujourd'hui cette fonction d'origine.